# 火曜日ならベルギーよ
『火曜日ならベルギーよ』（If It's Tuesday, This Must Be Belgium）は1969年のアメリカ合衆国の映画。

## 概説
デヴィッド・ショーの原作・脚本をメル・スチュアートが映画化した、スザンヌ・プレシェット主演のラブ・コメを要素も取り込んだという観光コメディー。バスツアーでロンドンからベルギーに向かう一行を描いたお気楽コメディだが、意外と豪華キャストなのも特徴である。ベルギー編では出番は多くないもののカトリーヌ・スパーク、ドノヴァン、アニタ・エクバーグや客の1人にチョイ役でジョン・カサヴェテスが出てきたりする。

## 内容
18日間ヨーロッパ1周バスツアーに参加した12人のアメリカ人一行の中の1人にデパート店員のサマンサ・パーキンス（プレシェット）が参加しツアーガイドのチャーリー（マクシェーン）と最初はケンカするもいつしか恋仲になる。他の面々も行く先々で恋が芽生える。

## キャスト
※括弧内は日本語吹替（初回放送1974年3月10日『日曜洋画劇場』）
- スザンヌ・プレシェット：サマンサ・パーキンス（平井道子）
- イアン・マクシェーン：チャーリー・カートライト（山田康雄）
- ノーマン・フェル：ハーヴ
- マーレイ・ハミルトン：フレッド・ファーガソン（八奈見乗児）
- ミルドレッド・ナトウィック：ジェニー・グラント
- マイケル・コンスタンティン：ジャック・ハーモン
- ヴィットリオ・デ・シーカ：シューメイカー
- ドノヴァン：ユースホステルの歌手
- エルザ・マルティネリ：マリア
- ロバート・ヴォーン：アントニオ、写真家
- ジョーン・コリンズ：歩道の女性
- アニタ・エクバーグ：パフォーマー
- ヴィルナ・リージ：ジョンのいとこ
- カトリーヌ・スパーク：写真家のためのポーズをとる女性
- ジョン・カサヴェテス：スティーヴ
- ベン・ギャザラ：カード・プレイヤー
- センタ・バーガー：洋服屋の店員